# أوتار أرفيلادزه
أوتار أرفيلادزه هو لاعب كرة قدم جورجي في مركز الهجوم، ولد في 3 يناير 1992 في جورجيا. لعب مع FC Sasco Tbilisi ‏.

## وصلات خارجية
- أوتار أرفيلادزه على موقع Soccerway.com (الإنجليزية)
- أوتار أرفيلادزه على موقع عالم كرة القدم.نت (الإنجليزية)